# 野中広務
野中 広務（のなか ひろむ、旧字体：野中 廣務、1925年〈大正14年〉10月20日 - 2018年〈平成30年〉1月26日 ）は、日本の政治家。位階は正三位。
京都府船井郡園部町長（2期）、京都府副知事、衆議院議員（7期）、自治大臣（第48代）、国家公安委員会委員長（第56代）、内閣官房長官（第63代）、沖縄担当大臣（小渕内閣）、沖縄開発庁長官（第38代）、自由民主党幹事長、自由民主党行政改革推進本部長などを歴任。

## 経歴
1943年春、旧制京都府立園部中学校（後の京都府立園部高等学校）を卒業し、日本国有鉄道大阪鉄道局の職員として採用され、大阪・梅田の大鉄局業務部審査課に配属された。ここで当時の局長だった佐藤栄作（後の首相）と出会う。
1945年1月に陸軍に召集。最終的に陸軍第155師団歩兵第452連隊に配属、高知県で終戦を迎える。

### 地方行政
青年団活動に身を投じ、同じく各地の青年団運動を行っていた竹下登（後の首相）、浜田幸一らと活動を通じて知り合う。
衆院議員・田中好の秘書を経て、園部町議会議員（3期）、園部町長（2期）として町政に携わった。町長時代には京都府町村会の会長や政府税制調査会の委員なども務めた。その後、府政に進出し、京都府議会議員（3期）を務める。京都府議の12年間は野党議員として社会党及び共産党などを与党とする蜷川虎三革新府政と対峙した。
7期28年間の革新府政の蜷川虎三知事引退によって、1978年に革新から府政を奪還した林田悠紀夫知事の下で京都府副知事を荒巻禎一（後、林田の後任の京都府知事）との府初の二人制で務める。
副知事時代の功績の一つに第三セクターによる産業廃棄物処理施設の建設がある。近年の環境省は不法投棄や不適正処理等の対策として産業廃棄物処理への公共関与の強化を進めているが、既に野中は20余年前に行っていた。後に「地球のバランス」と称した環境問題に関する文章を著している。また、当時の京都府庁では府職員に対する福利厚生に力を入れており、課長以上の職員の自宅の電話代や部長以上の職員の昼食代まで府が肩代わりしていた。副知事就任後にその実態を知った野中は「こんなことに税金を使ってどうするんだ」 と一喝し、それらの制度を廃止させた。

### 社会福祉施設の運営
1958年、京都市の重度身体障害者グループが「寝たきり障害者に愛のホームを！」と声をあげたことから、日本で最初の重度障害者療護養施設が野中の地元である園部町に設置された。施設を訪れた野中は入園者が働く場所を設ける必要性を感じ、作業所、重度障害者授産施設を備えた社会福祉法人を設立した。その後、先行して設立されていた重度障害者療護施設の運営依頼も受け、自ら設立した社会福祉法人「京都太陽の園」に統合、理事長として両施設を運営することになった。野中は当初、京都府副知事を退任後は政界を引退して、この社会福祉法人の運営に専念するつもりだった。

### 中央政界へ進出
1983年8月7日に、前尾繁三郎、谷垣専一の両衆院議員死去に伴う衆議院旧京都2区補欠選挙において自民党公認・木曜クラブ新人として、2議席を自民党の宏池会新人谷垣禎一候補（後の自民党総裁）、日本共産党の有田光雄候補（同党京都府委員会役員、後にジャーナリスト・参議院議員になる有田芳生の父）、日本社会党の山中末治候補（元京都府八幡市長。後、衆議院議員）、前尾系無所属林長禎候補（前京都市議会議長）らと争う。開票直後は、野中リードの速報が入るものの、次第に谷垣、有田両候補にリードを許し始めた。谷垣候補が当確し、続いて有田候補が勝利宣言、野中は敗北宣言の準備を始めた。しかし、野中の地元・園部町で未開票の投票箱の存在が判明して、有田候補を逆転し初当選を果たした。野中が一度は敗北を覚悟した選挙結果に、京都府議時代から目をかけていた田中角栄元首相が自民党京都府連会長上田稔参議院議員（後の環境庁長官）に対して激怒したという。なお、当初自民党には2人区に対しては谷垣1人のみ擁立する案があったが、それに対して独占を目指して2人擁立論を自民党総務局長として強硬に主張して谷垣・野中の2人擁立を行ったのが、後に野中と対立することになる小沢一郎であった。
1987年7月、経世会が結成され、田中派が竹下派（経世会）、二階堂グループ、中立系に3分裂した際は竹下派に移った。

### 国政への関与
自治大臣・国家公安委員会委員長、自民党幹事長代理、内閣官房長官、自民党幹事長などを歴任。自民党郵政事業懇話会の会長を務め、「郵政族のドン」としても知られ、特定郵便局長会に強い影響力を持ったほか、副知事などの地方行政の長い経験や自治相の経験から、自治省（後の総務省）にも影響力を持っていた。

#### 自民党内での台頭
金丸信の不祥事スキャンダルによる議員辞職に端を発した竹下派分裂の際に、反小沢一郎グループの急先鋒として名を知られるようになった。
1993年8月、細川内閣発足によって自民党は下野し、野党となる。ほとんどの自民党議員は長年与党議員だったため、野党的な追及型の国会質問などができる議員は少なかった。そんな中、野中は京都府議会議員時代の長期にわたる野党経験を生かし、東京都議会議員として美濃部革新都政に厳しく対峙した深谷隆司と共に予算委員会で細川内閣を追及し、党内で実力を認められるようになった。細川批判で名を挙げた野中は細川護熙の首相退陣の際は「細川さんはなんですぐ辞めちゃったんだろう。あんな疑惑で辞めるとは思わなかった。こっちは攻撃材料を色々と作っていたのに」とぼやいたという。特筆すべきは、昭和45年2月10日付けの国税庁長官の全国の税務署長宛て通達による「同和控除」である。この税の優遇措置がエセ同和団体に悪用されていることを衆議院予算委員会で追及した（これは後に野中が自治大臣になったときに、部落解放同盟上杉佐一郎委員長と交渉を行い、国税庁も解消の通達を行うこととなる）。

#### 初入閣

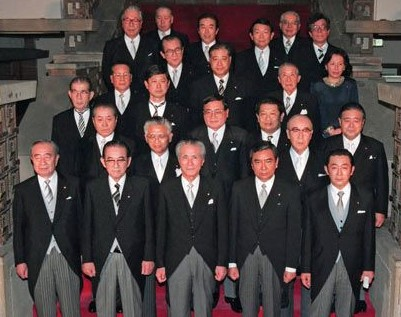
1994年6月30日、村山内閣で入閣

1994年に自社さ連立による村山内閣で自治大臣・国家公安委員長として初入閣。自治大臣として小選挙区の区割り法案など、政治改革を担当したほか、1995年には国家公安委員長としてオウム真理教によるテロ事件に破壊活動防止法を適用することを強硬に主張した。また、松本サリン事件で被疑者と疑われた通報者の河野義行に対し、国家公安委員長として真っ先に謝罪に訪れた。村山富市首相が公安調査庁に破防法適用申請を認めたものの、公安審査委員会の審議により否決された。

#### 自民党幹事長代理
1996年の橋本内閣では、小沢一郎率いる新進党と連携を図ろうとする梶山静六官房長官ら「保保大連合」派と対立する「自社さ」派の中心メンバーとして、加藤紘一幹事長を支えた。
1996年山口県知事選挙では、二井関成の推薦を野中は認めなかった（ただし党山口県連は推薦。対立候補の自身と同年代で同じ町長経験者で同じ自治相・国家公安委員長経験者の新進党推薦候補で後に自民党復党する吹田愰に対する配慮）。
第41回衆議院議員総選挙では初の小選挙区比例代表並立制で自身は京都4区で共産党新人や新進党現職豊田潤多郎に圧勝（自身が重複立候補した比例近畿ブロックで後藤田正晴擁立を検討していた）。選挙後は幹事長代理として加藤幹事長と組んで、早くに新進党から復党した杉山憲夫らと共に、新進党からの議員を引き抜いた。その結果、1997年には自民単独過半数を回復させ、新進党解散の一因を作った。野中らは、新進党を引き抜きの「釣り堀」と呼んだ。野中は自社さ連立堅持を主張していたが、自民単独過半数回復は、社民党、新党さきがけの発言力を低下させ、連立崩壊を早めることになった。
1997年、小泉純一郎厚生大臣が厚生省幹部と参議院厚生委員会理事と食事をした際に、村上正邦参議院幹事長が、事前通告もなく参議院理事を動かし参議院スケジュール管理に支障を来たしたとして、参議院厚生委員長に対して議事権発動を促し、同委員会への厚生省幹部の出席差し止めにすることで小泉厚生相に反発した。このことについて、野中は党執行部として加藤紘一幹事長を補佐する形でこの事態を打開するために村上を参議院幹事長から更迭しようとするが、村上は参議院の独自性を盾に抵抗。最終的に党執行部が折れて小泉を村上に謝罪させる提案を行ったが、野中は村上について「あなたは実質的に参議院を支配しようとしている。天下をとるつもりか」と述べたとされる。
同年、沖縄県の米軍基地用地の確保を続けるため、橋本内閣は米軍用地特別措置法改正案を出し、野中は衆議院で改正案の特別委員長を務めた。法案の委員会通過後、4月11日に野中は衆議院本会議で委員会報告を行ったが、壇上での報告の最後に緊張で腕を大きく震わせながら
と付け加え、物議を醸した。野中は、梶山官房長官らが首相官邸主導で新進党と合意・裁決にはいったこと及び社民党や共産党をのぞくすべての政党が充分な議論を経ずに賛成したことに反発・批判したかったとし、「沖縄の痛みや日本外交の今後を考えると、法案はもっと緊張感を持って通すべきだったと思い、警鐘を鳴らす意味を込めて削除覚悟であえて発言した」とのちに語っている。この発言は、小沢一郎率いる新進党側の要求により、国会会議録から消されている。なお、法案は同日の衆議院通過後、4月17日に参議院で可決成立した。

#### 小渕内閣の官房長官
1998年第18回参議院議員通常選挙大敗で橋本首相が退陣すると、後継の小渕内閣で官房長官と沖縄担当大臣を務めた。小渕恵三総理は、官房長官を固辞する野中に土下座をしてまで就任を頼んだという。小渕内閣では一転して自自公連立を推進した。官房長官在任中は広島県内の校長が卒業式での日の丸掲揚の対立を巡り自殺したのを機に国旗及び国歌に関する法律を策定、社民党などの猛反対や党内の慎重論を押し切り成立させるなど、ハト派らしからぬ一面も見せている。
1999年8月に神奈川県足柄上郡山北町にて発生した玄倉川水難事故に際しては、事後に当時の防衛庁運用局運用課長の任に在った黒江哲郎（後に防衛省事務次官）と同じく当時の警察庁警備課長を内閣総理大臣官邸に呼び、事故遭難者救援作業などについて事情聴取を行った。その際に「（遭難者の救助のために）ヘリコプターや水陸両用車などあらゆる手段を使えなかったのか?」と問い、自衛隊や警察・消防などの事故対応について黒江らを厳しく叱責した。
また同年9月30日に茨城県那珂郡東海村で発生した東海村JCO臨界事故の際には事故対応の指揮を執った。内閣総理大臣官邸に事故状況の報告に来た科学技術庁（当時）の幹部がおろおろして事故現況の報告に詰まると、野中は「とにかく現場へ行きなさい。現場を見ないでどうやってこちら（官邸）に報告出来るのか! 現場を見て、その状況を報告しないことにはこちらも対策を講じられないではないか」と一喝し、その科学技術庁幹部に東海村の現場へ直ちに行くよう命じた。これは野中自身が後にこの臨界事故について聞かれたときに語っている。

#### 自民党幹事長
2000年に小渕首相が倒れると、森喜朗自民党幹事長、青木幹雄官房長官、村上正邦参院議員会長、亀井静香政調会長と協議を行い、森幹事長を小渕の後継自民党総裁にすることとした。この協議は、首相を五人組によって密室で選出させたものとして、野党から厳しく追及され、国民からも大きく批判された。野中は、森の後継として自民党幹事長代理から幹事長へ昇格した。国会で小渕の死を悼む発言をした鳩山由紀夫民主党代表に対し「小渕前総理のご心労の多くがあなたにあったことを考えると、あまりにも白々しい発言」と厳しく批判した。
第42回衆議院議員総選挙では衆議院比例区に73歳定年制を導入し総務局長鈴木宗男と共に多くの高齢代議士の引退を迫って党内の反発を買い、これが3年後の政界引退の遠因となった。
同年秋の加藤の乱では、加藤派の古賀誠国会対策委員長らと連携、同派議員の多くを切り崩し総理総裁経験者で志帥会最高顧問中曽根康弘から「三木武吉を超えましたなぁ」と賞賛を受けた。その直後、野中は幹事長を辞任、後任に古賀が就任した。野中は幹事長として、加藤の乱で欠席した議員たちを処分することはしなかった。むしろこれによって総理の森には党内にも憂国の士がいることを知って総理の重みを感じ取ってほしいという趣旨の発言をしたのに対して、森が「不信任案が否決されているのに幹事長は何を言ってるんだい」と言ったのを聞いた野中が失望し、幹事長辞任に至ったという。この頃、小渕・森政権時代には官房長官・幹事長代理・幹事長として仕切ったことから「影の総理」と呼ばれたこともあった。

#### 「野中総理」待望論から影響力低下へ
2001年3月10日、森喜朗首相は首相官邸に自民党五役を招集し、事実上の退陣表明をした。自民党総裁選に向け、古賀誠、公明党代表の神崎武法、保守党党首の扇千景などから待望論が挙がるも、橋本派内からは橋本龍太郎や村岡兼造らの幹部からその突出振りを疎まれていたため、鈴木宗男らを除いて有力議員の支持が集まらず、野中は「たとえ推薦されても、受けることは200パーセントない」と出馬を否定した。そして3月20日に事実上の出馬断念を表明した。橋本派は、橋本を担ぐことになり、圧勝すると見られていたが、小泉純一郎に一般党員の支持が集まり、総裁選で七日会（後の名称・木曜クラブ）結成以来初の敗北を喫した。なお、野中は総裁選中に「橋本政権樹立後は三役に留任してもらう」と主流派の取り込みを図ったが、党内外で猛烈な反発にあった。
2003年自由民主党総裁選挙で、主戦論を唱え、小泉を支持する平成研幹部の青木幹雄参院幹事長、片山虎之助総務大臣、石破茂防衛庁長官、村岡兼造元官房長官らと激しく対立し、一部の議員をポスト目当てで小泉支持に回っていると批判し、「毒まんじゅう」という言葉を残した（「毒まんじゅう」はこの年の流行語大賞に選出され、本人が授賞式に出席した）。野中は自らの引退を賭けて藤井孝男元運輸大臣を擁立して総裁選に臨んだが、藤井は小泉純一郎の再選を阻止できず大敗した。

### 政界引退後
2003年10月政界を引退したが、小泉内閣を「非情の政治」と批判した。また、自身の軍隊体験から国防に関しては「ハト派」であり、憲法の改正にも反対の姿勢であり、多くの対立点を持つ小泉内閣に対して異を唱え続けた。引退する直前の7月4日、衆議院で行われたイラク復興支援特別措置法の採決では記名投票にするよう求めるも小泉に受け入れられず、同様に記名投票を主張した古賀誠元幹事長や西田司元自治大臣と共に投票を棄権し、退席している。
2004年に、日歯連闇献金事件が発覚したが、野中は橋本らと共に1億円の小切手を受け取る現場に居合わせたことを否定。東京地検も政治資金規正法違反で捜査していたが、関与しているが積極的でないとして起訴猶予となった。これについて検察審査会は不起訴は不当であるとする議決を行った。また、その後の村岡兼造の東京高裁判決において野中のアリバイが偽証であると認定された。
2005年の第44回衆議院議員総選挙では、かつて選挙区（京都府第4区）で後継者指名をした田中英夫（前亀岡市長）が、郵政民営化法案に造反し反対票を投じたため自民党から公認を得られず無所属で出馬。刺客として自民公認で出馬した中川泰宏元船井郡八木町長に敗れた。中川は野中の議員時代の腹心で後継者と目されたこともあったが、北桑田郡・船井郡の市町村合併から意見の齟齬が見られるようになった。さらに、中川が2002年の京都府知事選に笹野貞子元民主党副代表の応援を受けて立候補・落選して以来、野中との対立が決定的なものとなった。
亀井静香、藤井孝男、野田聖子、古賀誠、小林興起らかつての反小泉の勢力も落選・非公認・離党などで権力抗争から外れていったため、彼らを支援していた野中の影響力も次第に低下していた。小泉の後継者である安倍晋三が総理大臣を辞職すると、古賀誠の要請で麻生包囲網に参加したとも、福田康夫内閣成立の立役者（新五人組）の一人とも言われている。古賀が自民党選対委員長に就任したこともあり、低下していた野中の影響力に変化が生じたといわれた。その後、対立関係にある麻生太郎が党総裁・総理に就任すると、麻生を批判する発言を行った。2009年の第45回衆議院議員総選挙では、元の地盤の京都4区は田中英夫・中川泰宏がともに民主党の北神圭朗に敗れて落選し、小選挙区制導入以来続いた自民党の議席を失った。
政権交代後の2009年12月には、全国土地改良事業団体連合会の会長として、予算の半減が伝えられた土地改良費の復活を民主党の幹事長室に陳情に赴く姿が報じられた。この際、民主党側は過去に野中と確執のある小沢一郎幹事長ではなく、樋高剛副幹事長らが対応した。野中は陳情後に、2010年夏の第22回参議院議員通常選挙・比例区で連合会の政治組織である全国土地改良政治連盟からの自民党候補の出馬取り下げを要請すると発言した（ただし、同選挙の京都府選挙区に関しては民主党現職福山哲郎ではなく自民党現職二之湯智を支援）。2011年4月に自民党を離党（理由は後述）。2012年の第46回衆議院議員総選挙では徳島1区で自民党新人福山守ではなく民主党現職仙谷由人を応援。
2013年6月には、亀井静香、村上正邦の呼びかけに呼応し、石原慎太郎、桜井新、島村宜伸、仙谷由人、平野貞夫、村山富市、矢野絢也らと円卓会議の創立に参加した。
2018年1月26日午後、京都市内の病院で死去。92歳没。日本国政府は同年2月13日の閣議で正三位に叙すことを決めた。

### 政界以外での活動・役職
2006年10月より平安女学院大学で文化創造センターの客員教授として政治学を中心とした教育、研究活動をおこなっている。2009年4月より立命館大学客員教授に就任。年数回程度、講義を行う。また、京都府土地改良事業団体連合会の会長 を務め、全国土地改良事業団体連合会（全土連）でも会長理事に就任するなど、いくつかの公職に就いている。
元来は自民党を支持してきた全土連は2009年の政権交代後、政治的に中立な立場を表明。2011年3月29日に野中が全土連会長職に3選されたため、「国から補助金を受けている団体の責任は政党色がない方がいい」と、同年4月に自民党を離党。ただし、この離党の背景には東北地方太平洋沖地震に対応するための布石と捉える向きもあった。自民党が2012年に政権復帰した後、2016年6月に自民党へ復党した。

### 年譜
- 1925年 - 京都府船井郡園部村で出生。
- 1943年 - 旧制京都府立園部中学校卒業、日本国有鉄道大阪鉄道管理局採用。
- 1945年 - 応召で第155師団歩兵第452連隊（通称号：護土22756部隊）に入隊（3月）し、終戦で復員。日本国有鉄道大阪鉄道管理局復職。
- 1951年 - 園部町町議会議員（3期）。
- 1955年 - 園部町議会副議長。
- 1957年 - 園部町議会議長。
- 1958年 - 園部町長（2期）。
- 1963年 - 京都府町村会会長。
- 1965年 - 全国町村会副会長、政府税制調査会委員。
- 1967年 - 京都府議会議員（3期）。
- 1977年 - 自民党京都府連政調会長。
- 1978年 - 京都府副知事（1期）。
- 1983年 - 衆議院議員当選1回（旧京都2区補選ー当選1回）。衆議院議員当選2回。逓信委員会理事。
- 1986年 - 衆議院議員当選3回。建設委員会理事、自民党地方局長、自民党国会対策副委員長。
- 1988年 - 建設政務次官。
- 1990年 - 衆議院議員当選4回。自民党通信部会長。
- 1991年 - 衆議院逓信委員長、自民党総務局長。
- 1993年 - 衆議院建設委員長。衆議院議員当選5回。予算委員会理事。
- 1994年 - 自民党京都府連会長、自治大臣・国家公安委員長。
- 1995年 - 自民党幹事長代理。
- 1996年 - 衆議院議員当選6回。
- 1997年 - 衆議院日米安保土地使用等特別委員長、自民党京都府連会長。
- 1998年 - 内閣官房長官、沖縄担当大臣。
- 1999年 - 沖縄開発庁長官、自民党幹事長代理。
- 2000年 - 自民党幹事長。衆議院議員当選7回。平成研究会副会長兼事務総長、自民党行政改革推進本部長、自民党京都府連会長代行。
- 2001年 - 自民党総務、自民党沖縄振興委員長、自民党公務員制度改革特別委員長。
- 2002年 - 自民党男女共同参画推進協議会長、自民党地方制度調査会委員、平成研究会副会長。
- 2003年 - 政界から引退。
- 2011年 - 自民党離党。
- 2016年 - 自民党復党[26]。
- 2018年 - 死去。92歳没。

## 主張

### 「戦争反対・平和」
- 野中は回顧録の中で戦中「自分は軍国青年であった」と述べている。高知市の第155師団歩兵第452連隊（通称号：護土22756部隊）に所属していたときに終戦を迎え、坂本龍馬像の前で自決を考えたが、上官の将校に「死ぬ勇気があれば、これから日本の国を建て直す勇気に変えろ」と諭された[27]。
- 京都府園部町長在任中の1962年、2,500人あまりの京都府出身者が戦死した沖縄県宜野湾市の嘉数の丘に京都府慰霊碑を建てるために訪れたときにタクシー運転手から「お客さん、あそこで、あそこで、私の妹は殺されたのです。アメリカ軍じゃないんです」と聞かされた[28]。こうした体験から戦争反対や平和、残された戦争責任をきれいに片づけるべきという思いがあり、著書やインタビューなどで訴えている。
- 亀井静香は「野中は国士みたいな男で、のちの世代に苦しみを残してはいけないというようなことを考えている」と評している。実際に、野中は「戦後五十年の負のトゲを抜くんだ。この国が二十世紀にやり残したことを、禍根のないようにやり遂げる。それが自分らの責任だ」と発言したこともある。一方で、元官房長官で社民党衆議院議員だった野坂浩賢は「野中は本来、タカ派だと思う。しかし、政治家としてハトにもなりうる」とし、「あの土井たか子党首だって野中のことは嫌いじゃないんだ。おタカさんは、亀井（静香）は大嫌いだが、野中とは仲がいい」と発言していた[29]。
- 2009年、永年の宿敵であった共産党の機関紙『しんぶん赤旗』のインタビューでも平和について語った。このインタビューについて朝日新聞（2009年7月31日）で問われ、「政治の最大の役割は戦争をしないこと。『戦争反対』であれば、どんなインタビューでも受けますよ」と答えている[30]。
- もっとも、こうした「平和主義者・野中」といった評価には疑問の声も少なくない。ジャーナリストの黒薮哲哉は、周辺事態法、国旗・国歌法、改正住民基本台帳法、通信傍受法といった法律を「後の軍事大国化につながる」ものであるとし、それらを小渕内閣の官房長官として主導した野中の政治姿勢や、その野中を高く評価する護憲派・左派に疑問を呈している[31]。

### 政治信念
- 松本サリン事件の被害者でありながら加害者扱いされた河野義行に対して「人間として政治家として心から申し訳なくお詫びしたい」と謝罪したことや、重度身体障害者療養施設や重度身体障害者授産施設を自ら設立・運営していることなどから野中の姿勢は、魚住昭や後述の後藤謙次などから「弱者への眼差し」と呼ばれる。松本サリン事件で重度の後遺症を持つことになった河野の妻を自ら運営する施設に受け入れる意思があることも話した。しかし、河野は仕事の関係で長野県から移動できないため、野中の施設の管理者が長野県内の施設を紹介した。このことに感謝した河野は、野中へ長野県産のリンゴを贈り続けていた。
- 佐高信は、魚住の著書『野中広務 差別と権力』の解説で、「ハンセン病訴訟の元患者や弁護団が最も頼りにしたのが実は野中であり、官房長官時代に原告や弁護団に会い、国の責任を事実上認めた野中に、彼らは『痛みのなかに身体をおけるひと』と賛辞を惜しまないという」と書いた。事実、野中が政界から引退を表明した直後、ハンセン病訴訟全国原告団協議の会長、会長代理、副会長及び事務局長、全国ハンセン病療養所入所者協議会長の連名で「議員引退の撤回を求める緊急要請書」が野中に届けられた。
- 野中の父は保護司を務め、戦災孤児の収容施設「園部寮」の運営に深く関わっていた。後藤は、野中の自著『私は闘う』の解説で、社会的弱者に注がれる野中の視線は暖かく、そして「弱者に対する眼差し」は決して同情からではなく、生まれ育った環境の中で辛さ苦しみを共有する中で芽生え体に染み付いたものと書いている。
- 野中は京都府議会議員、京都府副知事時代に自らが被差別部落出身であることを話したことがあったが[* 1]、地方政治家時代から部落解放同盟などの同和団体とは一線を画しており、京都府議時代には蜷川府政の同和対策事業と部落解放同盟を「一般の人が理解をするものでなければ、新しい差別を呼び起こす」と厳しく批判している。また、京都府副知事時代には小森龍邦をはじめとした部落解放同盟幹部のいる席で「部落問題をダシにして利権あさりをしたり、あるいはそれによって政党の組織拡大の手段に使う人を憎みます。そういう運動を続ける限り、部落解放は閉ざされ、差別の再生産が繰り返されていくのであります」と発言したこともある。
- また、選択的夫婦別姓制度推進にも、2001年に党三役に申し入れを行うなど積極的であった[32]。
- 時事放談の司会の御厨貴は当番組に野中が出演した際小泉純一郎の話題になった瞬間興奮して余りに過激な批判を口にしてディレクターが「そこまでは」宥めると「何が悪いんや」とさらに怒り大変だったいう[33]。

#### 安倍晋三への批判
- 安倍晋三の施政方針演説について、「私が中学生のころ、昭和16年に東条英機首相が大政翼賛会の国会演説のラジオ放送を耳にしたときの感じと変わらない」、「重要な部分に触れないで、非常に勇ましい感じで発言された」と述べた。また、安倍の沖縄県・辺野古への米軍基地移転をめぐる姿勢については、「沖縄を差別しないために政治生命を懸けてきた一人として、絶対に許すことができない」「私にとっては、本当に悔しい。死んでも死にきれない」と述べ、「県民の痛みが分からない政治だと思い、強く憤慨している」と批判した[34][35]。
- 2014年2月には参議院の調査会に参考人として出席し、議会制民主政治は機能不全となる、相当危険な事態と懸念を表明。集団的自衛権の行使容認への手法を「非常にせこいやり方で基本を間違えたもの」と厳しく批判、その他、安倍が外交や安全保障、経済政策などで相当に偏った人事でブレーンを集め政策決定をしている事態を批判した[36]。

#### 麻生太郎への批判

##### 批判内容
- 魚住昭・著『野中広務 差別と権力』[37][* 2] によると、野中は麻生太郎が過去に自身に対する差別発言をしたとして、2003年9月11日の麻生も同席する自由民主党総務会において、麻生を激しく批判した。

- NPO法人・多民族共生人権教育センターの第6回2005年度総会で記念講演「いま、日本を憂う」を行った野中は、麻生による差別発言を事実と語っている[* 4]。また、2006年12月13日、シンポジウム『今こそ部落問題を語る—特別措置法の功罪について考える—[39]』で、講師として招聘された野中が、麻生の差別的発言について語った。それによると、麻生が大勇会の会合で「野中のような部落出身者を日本の総理にしていいのか」と発言し、野中は大勇会会員3名からその発言内容を確認したという。
- 辛淑玉と共著で2009年に出版した「差別と日本人」（角川新書）では、麻生が「野中やらAやらBは部落の人間だ。だからあんなのが日本の総理になってどうするんだい」発言したと述べた。ただし、麻生の発言に対しては「ある新聞社の記者」から手紙で報告されたとしている。また河野洋平は知らなかったとしていて、過去の発言と細部に異同がある。

##### 麻生太郎サイドの見解
- 2005年2月22日、衆議院総務委員会で、衆議院議員中村哲治が麻生に対し発言の真偽を質したが、麻生は「大勇会の席でその種の発言をしたことはありません」と答弁し、部落差別発言を行ったことはないと主張している。また、「総務大臣に予定されていると言われましたけれども、前の日に自分が何大臣になるかということを知っていた大臣はゼロです」「下を向いて赤くなりもしませんでしたから」と答え、『野中広務 差別と権力』における野中の発言についての記述内容が事実と異なることを指摘している。なお、大勇会での麻生の一連の発言があったという、総務会における野中の発言については「その発言があったことも記憶をいたしておりますし、その種の発言があったことも、現場におりましたのでよく知っております」と麻生は答弁している[40]。
- また、麻生事務所は「地元・福岡の炭坑に絡む被差別部落問題についての発言が誤解されて伝わったものだ」と説明しており[37]、週刊現代の取材に対し「衆議院総務委員会で説明しており、それ以上のコメントはない」と回答している。この回答を受けた週刊現代の取材に対し、野中は「事実無根だなんて。その会議（＝差別的発言があったとされる大勇会の会合）におった人間が言ってますよ。河野さん（＝河野洋平）も言っているし。何人も聞いていることだから、私は言うてる」と発言した[41]。
- 藤本順一[* 5]は、この問題には森喜朗内閣の退陣後における橋本派内の内部抗争が絡んでおり、麻生を総理に担ごうとした動きに反対する勢力が石炭六法の廃止に伴う麻生の発言[* 6]を曲解して流布したことが原因で発生したとしている[43]。

##### 第三者による見解
- 奈良県部落解放同盟支部連合会（いわゆる山下県連。部落解放同盟とは別組織）も民主党奈良県連に（小泉内閣）閣僚差別発言への事実究明を行うよう要望書を提出している[44]。
- 2004年9月16日全国地域人権運動総連合は根拠を示した上での弁明ではなく、差別発言が事実である可能性がきわめて高いとして、真相究明と責任を問う申し入れを麻生太郎に対して行った。また、この申し入れでは、発言が事実でないのであれば、野中や魚住、講談社などを訴えるべきであるとしているが、麻生側から納得のいく回答は得られておらず、「2004年の段階で（麻生を）国会議員としての資格なし」と判断している[45][46]。
- 鈴木宗男は「派閥の定例会見後にボロっと言ったことを記者が聞いてメモを流したものが、議員会館に出回り、ほかの議員もみんな知っていることだ」と発言している[47]。
- 2009年、ニューヨーク・タイムズ紙のノリミツ・オオニシ記者は、麻生の発言に同席した人物として亀井久興の名前を実名で挙げたが、発言自体は英訳のこともあり抽象的になっている。--「“Are we really going to let those people take over the leadership of Japan?” Mr. Aso said, according to Hisaoki Kamei, a politician who attended the meeting.」（By NORIMITSU ONISHI Published: January 15, 2009）
- 朝日新聞編集委員の坪井ゆづるが同紙2009年6月20日付に掲載した「政治コラム 政態拝見」によると、坪井が約10人の「現場に居合わせた議員を取材」した結果「差別発言はあった」と認めた議員が2人。「野中さんや別の衆院議員の名前もあげて『表に出てはいけない連中が表に出て大きな顔をしている』という趣旨だった」「雑談の中で大声で話した」などと主張した。その他のほとんどの議員は否定し「麻生さんが野中さんの総裁選出馬に否定的だった話に尾ひれがついた」という解説が多かったという。
- にんげん出版代表の小林健治によると、部落解放同盟中央本部はこの麻生発言に対して一切抗議せず、「秘密裡に“手打ち式”が行われた」という[48]。

#### 朝鮮半島
- 野中の地元でもある京都府中部にはマンガンを始めとする多くの鉱山[49] があった。そこでは、朝鮮半島出身の労働者[* 7] が働いていた。野中の実家は、鉱山から逃げてきた朝鮮人労働者をかくまっていたという。また、少年時代の野中の子守をしたのは、朝鮮人女性だった。野中は「朝鮮半島から連れて来られた人たちが虐待を受けた姿を何度も見てきた。僕には大へんひどい目にあわせたという罪悪感がある。そういうものを我々が生きとる間に払拭して、朝鮮半島との信頼関係をつくっておきたいんや」と語っている[50][51]。

## アジア外交

### 北朝鮮
- 野中は中選挙区時代、北朝鮮からの入港隻数が国内最多であり、主要貿易相手国とする舞鶴港のある舞鶴市を含む旧京都2区を選挙区としていた。したがって、舞鶴市の経済発展に鑑みると北朝鮮との関係改善が必要であった。事実、特定船舶入港禁止法に基づく北朝鮮籍の船舶入港禁止において、舞鶴市を中心とする周辺地区に経済的影響があるのではないかと心配する声もあったため、京都府や舞鶴市、舞鶴商工会議所等によって緊急対策会議が開催された[52]。
- 1999年（平成11年）3月23日に発生した[53][54][55]北朝鮮の不審船による能登半島沖不審船事件において官邸対策室ではこれを受けて海上警備行動発令へと傾いたが、内閣官房長官だった野中が発令しないよう官邸に圧力をかけ、不審船の追跡打ち切りの方向へと向かわせた[56][57]。
- 1990年、金丸訪朝団（自民党団長金丸信、日本社会党団長田辺誠のほか、石井一、武村正義などの議員が参加。野中自身によると「四回生議員の平社員」として参加）の一員として北朝鮮を初めて訪問。逓信委員会に所属していたため、日本と北朝鮮間の通信網の整備、IAEAの核査察を北朝鮮が受け入れることの要求を担当した。この金丸訪朝団における交渉では、北朝鮮による日本人拉致問題を全く取り上げられておらず、この時点における北朝鮮に対する見方を「まだ非常に甘かった」と認め、また、1988年当時の梶山静六自治大臣・国家公安委員会委員長が日本共産党の橋本敦参議院議員の質問に対して「北朝鮮の拉致の声が濃厚」と政府内の指摘があったにも関わらず、早期に触れることができなかったことを残念であるとしている。
- 1997年11月、森訪朝団（森喜朗団長のほか中山正暉、関根則之、小野清子以上自民党。伊藤茂、大脇雅子、田英夫以上社民党。新党さきがけ・堂本暁子）の一員として訪朝。北朝鮮側は「拉致などありえない」、「拉致があるとすれば南（韓国）じゃないか。金大中大統領は、まさしく日本から拉致されたんじゃないか（金大中拉致事件）。だからあなた方は同じ朝鮮半島で、南のトップが拉致されているのに、何をもって証拠にわれわれに言うんだ」と主張した。その夜、野中は盗聴をされているのをおりこみ済みで、百花園迎賓館で

と話した。翌朝午前6時、朝鮮労働党アジア太平洋委員会の宋浩京が野中を訪れ、「拉致問題は、拉致では受け入れられない。行方不明者という呼び方で拉致7件10名の名簿を預かって、朝鮮赤十字会での調査」を提案してきたため、森及び外務省の槙田邦彦審議官と相談を行い、槙田審議官が「行方不明でも結構です。拉致事件についてとにかく調査しようと足がかりできたら大きな収穫です」と野中に話した。

### 北朝鮮に関連する発言
- 「拉致疑惑があるから食糧は送るなとの意見は強いが、（北朝鮮とは）従軍慰安婦や植民地、強制連行があった。近くて近い国にしたい。日本はコメが余っているのに隣人を助けることができないのは恥ずかしい。壁を破ってでも食糧援助をすべきだと思って環境整備をしている[59]。」
- 「隣国が困っているのに援助せず、心を通わせないで、拉致疑惑をはじめとする問題が解決するか[60]。」
- （2000年3月、日本政府の北朝鮮へのコメ10万トン支援決定に対し、北朝鮮による拉致被害者家族連絡会らが家族会自由民主党本部で座り込みの抗議をしたことに対して）「日本人の拉致問題を解決しないでコメ支援はけしからんというが、日本国内で一生懸命、吠えていても、横田めぐみさんは帰ってこない[61]。」

### 中華人民共和国
- 野中は2008年4月17日、中国共産党中央対外連絡部部長王家瑞との会談の席でチベット問題に触れて「胡錦濤総書記をはじめ、中国政府の指導者は日本との関係発展を非常に重視している。チベット問題は中国の内政であり、われわれはこの問題を利用した オリンピック大会のボイコットと破壊に反対する」と発言している[62]。
- 2008年12月13日、東京都内で市民団体が開催した「南京事件71周年集会」で、野中は1971年に後援会の人々と南京を訪れた際、日本軍兵士だったという1人が「女子供を百数十人も殺した」と告白したエピソードを紹介し、「非人間的な事態があったことを知ることができた」とし「国の将来を思う時、歴史に忠実でなければならない」と主張した[63]。
- 2012年9月、中国CCTVの取材に対し、尖閣諸島をめぐり日中両国間で緊張が高まっていることについて、「こんな不幸な事件が起きたのは、まったく日本の人間として恥ずかしい。中国の皆さんに大変申し訳ない」と謝罪した[64]。また、日本側の歴史認識について、「長い間戦争で多くの犠牲を残し、今なお傷跡が癒えていないその中国に対して、歴史を知らない若い人たちはそういうことを抜きにしてひとつの対等の国としてやっているんです。それは間違っています」と述べた[64]。
- 2010年9月29日、中国建国記念レセプションに出席した[65]。

## 人物
- 北朝鮮政府と密接な関係にある朝鮮総連と親しく、総連の外交部門を担う国際局出身で後に総連のトップになる許宗萬と社会党の田辺誠、自民党の金丸信、山崎拓、加藤紘一と共に日本の政治家の中で北朝鮮と特に親しかった[66]
- 韓国人に対する関心が多いのは、幼児期に本人と妹を韓国人（朝鮮人）女性が世話をしたためであり、そのためコリアンに対する愛情が深い。
- 東アジアの平和と在日同胞のための努力が認められ、2014年5月9日に崇実（スンシル）大で名誉博士学位を受けた。学位の授与は日本で在日同胞高齢者を世話するボランティア団体「こころの家族」の斡旋で行われた[67]。
- 国家公安委員会委員長だった1994年に、当時野党政治家だった金大中元大統領に対して韓国中央情報部が犯した金大中拉致事件のための質問などを警察の幹部を呼んで直ぐに止めさせた。その後、官房長官だった1998年に金大中－小渕の日韓共同声明の件で訪韓して金大統領に会ったところ、『あの時は本当に世話になった』と言われた。
- 村上誠一郎は官房長官在職時の野中を「野中官房長官は小さい魚を食べる大きな魚だ。大魚は小魚を食べる時、パクッとやって、小骨を吐き出す。それが野中さんのやり方。だが、今回の『自自』は小沢さんという大骨がひっかかって、なかなか吐き出せないでいる」と評した[68]。

### 「叩き上げ」から「影の総理」へ
- 野中は国会議員としては遅咲きであったため、当選回数でみて村岡らの橋本派の他の幹部と比較して少ない。しかも、野中の初当選が補選であったことから、当選回数が同数の者（例えば古賀誠）に比べても、野中のほうが国会議員歴は短い。それだけに、原則的に年功序列であったかつての自民党において野中がいかに際だった「叩き上げ[69]」だったかがわかる。また、古賀を含めて亀井静香、鈴木宗男など協力関係にあった人物にも「叩き上げ」が多い。
- 自民党幹事長代理として仕えた加藤紘一幹事長に心酔し、小渕政権で加藤が反主流化するまで「加藤を総理にする」との姿勢を示していたことから、「野中はキングメーカーまで狙っている」と評された[70]。
- 「士志の会」を主宰する古賀誠とは同期当選ながら師弟関係にある[要出典]。また、2度総裁選に出馬している亀井静香、鈴木宗男、茂木敏充、野田聖子、さらに麻生太郎を親しく期待していた[要出典]。

### 政治資金
- 1983年の衆議院旧京都2区補欠選挙の直前に京都財界の有志企業から届けられた政治献金を返上した。このとき、秘書と当時の京都府議会議員の西田吉宏（後の参議院議員）が、当時の京都商工会議所会頭であった塚本幸一が社長を務めるワコール本社まで返上に出向いたことが京都政財界の話題となった。
- 衆議院議員在職中に東京での自宅や個人事務所を持たず、政治資金集めのためのパーティーを一度も開催したことはない[11][71]。

### 官房機密費に関する発言
- 2010年4月30日、小渕内閣官房長官当時の官房機密費の取り扱いについて「毎月5千万から7千万円くらいは使っていた」と発言した。与党内の国会対策などだけではなく、政治評論家や当時の野党議員にも配っていたという。さらに、「前の官房長官から引継いだノートに政治評論家も含め、ここにはこれだけ持っていけと書いてあった。持っていって断られたのは田原総一朗さん一人」と続け、与野党問わず、何かにつけて機密費を無心されたこともあったと明かした[72]。

### 利権疑惑に関する報道をめぐり『噂の眞相』誌に勝訴
- 自身が最高顧問たる自由同和会京都府本部の会長の上田藤兵衛との関係が取り沙汰され、「野中の口利きで上田や傘下の建設組合が公団や役所から工事を受注して儲けている」との記事が『噂の眞相』2001年5月号に出たことがあるが、野中はこの報道を事実無根として名誉毀損で同誌ならびに編集発行人の岡留安則を提訴し、2003年に最高裁で『噂の眞相』が敗訴、350万円の損害賠償が認められた。

### その他
- 阪神タイガースのファンである。2003年6月16日、大阪で行われた講演で星野仙一監督が率いるタイガースの独走について、出席者から「優勝は間違いないですな」と言われた。野中は「そう言われると不安になる。これから悪い潮目が来たらかなわん」と、優勝を期待しながらも不安にさいなまれるファン心理を吐露して会場を沸かせた[73]。
- 酒は飲まず、煙草も吸わない[74]。かつては酒を飲み煙草を吸っていたが、園部町長に就任したのをきっかけに禁酒し[75]、友人の死をきっかけに禁煙[76]。
- 歌手の松山千春と雑誌で対談なども行なっている。
- フジテレビのコント番組『笑う犬の冒険』では、自民党幹事長時代の野中をモデルとしたコント「ひろむちゃん」が放送されていた事があり、ひろむちゃんは名倉潤（ネプチューン）が演じていた。後に同じフジテレビ制作の『鶴瓶と南原、新・平成日本のよふけ』に野中がゲスト出演した際には、前述のコントについて知っているとMCの南原清隆に語ったことがある。
- 親しい人からの愛称はノーさん [77]。
- 健康を守る秘訣として、毎晩のように足裏をハンマーで叩いている[78]。
- 最高の総理大臣として村山富市を挙げている。野中は社会党の山口鶴男と会談を行うなど自社さ政権成立に尽力した一人であり、村山内閣で自治大臣・国家公安委員会委員長として初入閣し1995年のオウム真理教事件や全日空機ハイジャック事件の対応に当たった。1999年12月に村山訪朝団の副団長を務めるなど、自民党と社民党が与野党に分かれて以降もたびたび村山と政治活動を共にしている。
- 野中家の菩提寺である園部町の真宗大谷派玉光山本福寺の境内には野中の功績を綴った石碑が建てられている[79]。
- 尖閣諸島紛争はどう解決するべきかとの質問に対し、「現日本政権[* 8]は受け入れないだろうが、個人的には両政府が共同出資した特別財団を設立し、周辺の地下資源を共同で開発するのが解決策になる」 と述べた[67]。

## 栄典
- 2002年11月3日 勲一等旭日大綬章[80]

## 所属団体・議員連盟
- 日朝友好議員連盟[81]

## 家族 親族
- 1女。
  - 亡妻は竹下登（元首相）と同じ島根県掛合町（現雲南市）出身であり、竹下がかつて教えていた掛合中学の卒業生である[82]
- 弟・野中一二三（のなか かずみ、1931年5月8日 - 2024年3月31日[83]）元園部町長、社会福祉法人経営（広務とは別法人）
- 甥・野中一秀（のなか かずひで）元南丹市議

## 著書

### 単著
- 『私は闘う』 文藝春秋 1996年5月 ISBN 4163515909
- 『老兵は死なず 野中広務全回顧録』 文藝春秋 2003年12月 ISBN 4163656405／文春文庫、2005年12月

### 共著
- 野村克也・野中広務『憎まれ役』文藝春秋、 2007年10月。ISBN 4163695508。
- 辛淑玉・野中広務『差別と日本人』角川グループパブリッシング、2009年6月。ISBN 4047101931。
- 野中広務 著、御厨貴、牧原出 編『聞き書 野中広務回顧録』岩波書店、2012年6月28日。ISBN 978-4000018210。

## 論文
- CiNii収録論文 国立情報学研究所